# Oskar Mathias
Oskar Mathias (* 22. März 1900 in Jablonitza, Galizien; † 4. Februar 1969 in Graz) war ein österreichischer Astronom.

## Leben
Mathias studierte Physik und Astronomie, promovierte 1926 und war später Mitarbeiter von Victor Franz Hess. 1933 habilitierte er sich für Astronomie und war von 1965 bis zu seinem Tod Professor für Astronomie an der Universität Graz.
Er ist auf dem St.-Leonhard-Friedhof in Graz beigesetzt. Sein Nachlass ist im Besitz der Universitätsbibliothek Graz.